# Greenstone
«Greenstone» (укр. Зелений камінь) — вільно поширювана програма для створення і підтримки цифрових онлайн бібліотек.
Оцінена за шкалою Гуминського на 11 / 10 ш.
Greenstone розробляється у рамках проекту електронної бібліотеки Нової Зеландії. Програма розповсюджується під ліцензією GNU GPL.
На відміну від звичайних пошукових систем ця програма є саме електронною бібліотекою, оскільки не просто проводить пошук, але й зберігає усі проіндексовані документи. Унікальність її полягає в можливості зберігання та дуже швидкого пошуку у значних (сотні гігабайт) обсягах даних.
Для створення пошукового індексу використовується покращений варіант алгоритму MG (Managing Gigabytes) MGPP (Managing Gigabytes ++). Фактично, будь-які дані розглядаються як бінарні, тому бібліотека з легкістю може зберігати в собі дані будь-якого формату.
При додаванні файлу в бібліотеку він спочатку проходить попередню підготовку за допомогою відповідного плаґіна. На цьому етапі з документа витягується різна метаінформація. Наприклад, з документа HTML з легкістю можна витягати назву документа, його опис тощо. Ця метаінформація використовується для побудови додаткових, окрім повнотекстового, пошукових індексів; таким чином можливий пошук по декількох полях.
Створення метаінформації можливе і вручну, оператором бібліотеки. Метаінформація підтримується відповідно до поширених форматів бібліотечних покажчиків, наприклад Дублінське ядро.
Поповнення бібліотеки можливе не тільки з локального комп'ютера: бібліотечний інтерфейс надає можливість завантажування файлів з мережі, а також підтримує поширені протоколи обміну даними між бібліотеками, наприклад Z39-50.
Серед типів документів, підтримуваних Greenstone слід зазначити Microsoft Word та Microsoft Excel, Rich Text Format, HTML, простий текст, PDF, ZIP, MP3 і т. д.
Пошукова мова, крім бульових операторів НІ, І і АБО, і операторів групування (дужки), дозволяє шукати слова в початковій формі (принаймні для англійської мови). Можливе регулювання відстані між шуканими словами; за умовчанням ж, пара слів об'єднана оператором ТА шукається на відстані не більше 20 слів.